# Itakura Kó
Itakura Kó (板倉 滉) (Jokohama, 1997. január 27. –) japán válogatott labdarúgó, az Ajax játékosa.

## Pályafutása

### Klubcsapatokban
A labdarúgást a Kawasaki Frontale csapatában kezdte. 2017-ben japán bajnoki címet szerzett. 2018-ban a Vegalta Sendai csapatához szerződött. 2019 és 2021 között az FC Groningen csapatában játszott. 2025. augusztus 7-én bejelentették, hogy az Ajax csapatába igazolt, ezzel ő lett az első japán játékos, aki képviseli a klubot.

### Válogatottban
A japán U20-as válogatott tagjaként részt vett a 2017-es U20-as labdarúgó-világbajnokságon. 2019-ben debütált a japán válogatottban. A japán válogatott tagjaként részt vett a 2019-es Copa Américán. A japán válogatottban 5 mérkőzést játszott.

## Statisztika
| Japán válogatott | Japán válogatott | Japán válogatott | Japán válogatott | Japán válogatott | Japán válogatott | Japán válogatott |
| ---------------- | ---------------- | ---------------- | ---------------- | ---------------- | ---------------- | ---------------- |
| Időszak          | Mérk.            | gól              | 2019             | 3                | 0                |                  |
| 2020             | 1                | 0                |                  |                  |                  |                  |
| 2021             | 1                | 1                |                  |                  |                  |                  |
| 2022             | 11               | 0                |                  |                  |                  |                  |
| 2023             | 6                | 0                |                  |                  |                  |                  |
| 2024             | 13               | 1                |                  |                  |                  |                  |
| 2025             | 2                | 0                |                  |                  |                  |                  |
| Összesen         | 37               | 2                |                  |                  |                  |                  |

## Sikerei, díjai

### Klub
- Kawasaki Frontale
  - J1 League: 2017

- Schalke 04
  - Bundesliga 2: 2021–22[4]

### Egyéni
- Groningen – Az év játékosa: 2020–21[5]